# Jan z Leidenu
Jan z Leidenu (nizozemsky Jan van Leiden; také známý jako Jan Beukelsz či Beukelszoon; 2. února 1509 – 22. ledna 1536) byl nizozemský kazatel, vůdce novokřtěnců a v letech 1534-35 samozvaný král města Münsteru. Jan pocházel z nizozemského Leidenu, ale spolehlivé údaje o jeho mládí nejsou známy. Roku 1533 přišel do Münsteru, kde městská rada i přes protesty katolického biskupa Franze Waldecka vyhlásila náboženskou svobodu. Město se proto stalo vítaným místem azylu pro novokřtěnce, vystavené v té době v Nizozemí i v německých zemích krutému pronásledování. V Münsteru tehdy působil chiliastický kazatel Melchior Hoffmann, který pronášel chiliastická proroctví o nastávajícím konci světa a příchodu Antikrista, v nichž měl Münster sehrát roli Nového Jeruzaléma. Když se však jeho proroctví nesplnila, Hoffmann byl odstraněn a do čela komunity se postavil ještě radikálnější kazatel Jan Matthys, který předpověděl konec světa na Velký pátek roku 1534. Matthys byl netolerantní a začal pronásledovat obyvatele města, kteří odmítali přidat se k jeho hnutí, obyvatelé Münsteru dostali na výběr buďto odejít nebo přijmout druhý křest. Poté, co se na Velikonoce roku 1534 nenaplnila Matthysova proroctví a kazatel sám byl zabit, Jan z Leidenu se postavil do čela vzpoury a přeměnil Münsterskou komunitu v teokratické království. V létě roku 1534 se pak sám vyhlásil králem. Vládl s podporou Rady dvanácti, tvořící poradní a soudní orgán. Jan z Leydenu postupně uzákonil polygamii (s odkazem na Starý zákon), zrušil peníze a říšské zákony, jediným zákonem měla být nadále Bible. To však znamenalo i uplatňování tvrdých starozákonních zákonů v praktickém životě, takže například klevetnictví bylo trestáno oběšením.
Město bylo už od roku 1534 obléháno žoldnéři biskupa Waldecka a probíhala jeho blokáda. Janovi se dařilo odrážet útoky žoldnéřů a vést obranu hradeb, ale biskupovi se nakonec podařilo město vyhladovět. Lidé, kteří z Münsteru uprchli, byli žoldnéři zajati, a pokud šlo o muže, zabiti. Ženy a děti vzali do zajetí, kde od nich získali informace o situaci ve městě.
V červnu 1535 se biskupovým žoldnéřům podařilo prolomit hradby a proniknout do města. Jan a jeho spolupracovníci byli zajati a uvězněni. Biskup Waldeck nechal Jana z Leidenu vsadit do klece a pro výstrahu vystavovat v okolních říšských městech. Nakonec byl 22. ledna 1536 na náměstí v Münsteru po dlouhém mučení popraven mečem. Spolu s Janem byl popraven jeho spolupracovník Bernhard Krechting, zatímco druhý nejbližší rádce Bernhard Knipperdolling spáchal před popravou sebevraždu. Těla Jana z Leidenu, Krechtlinga a Knipperdollinga byla pro výstrahu vystavena v klecích na věži münsterského dómu svatého Lamberta, kde jejich kostry zůstaly po celé století a klece tam jsou k vidění dosud.

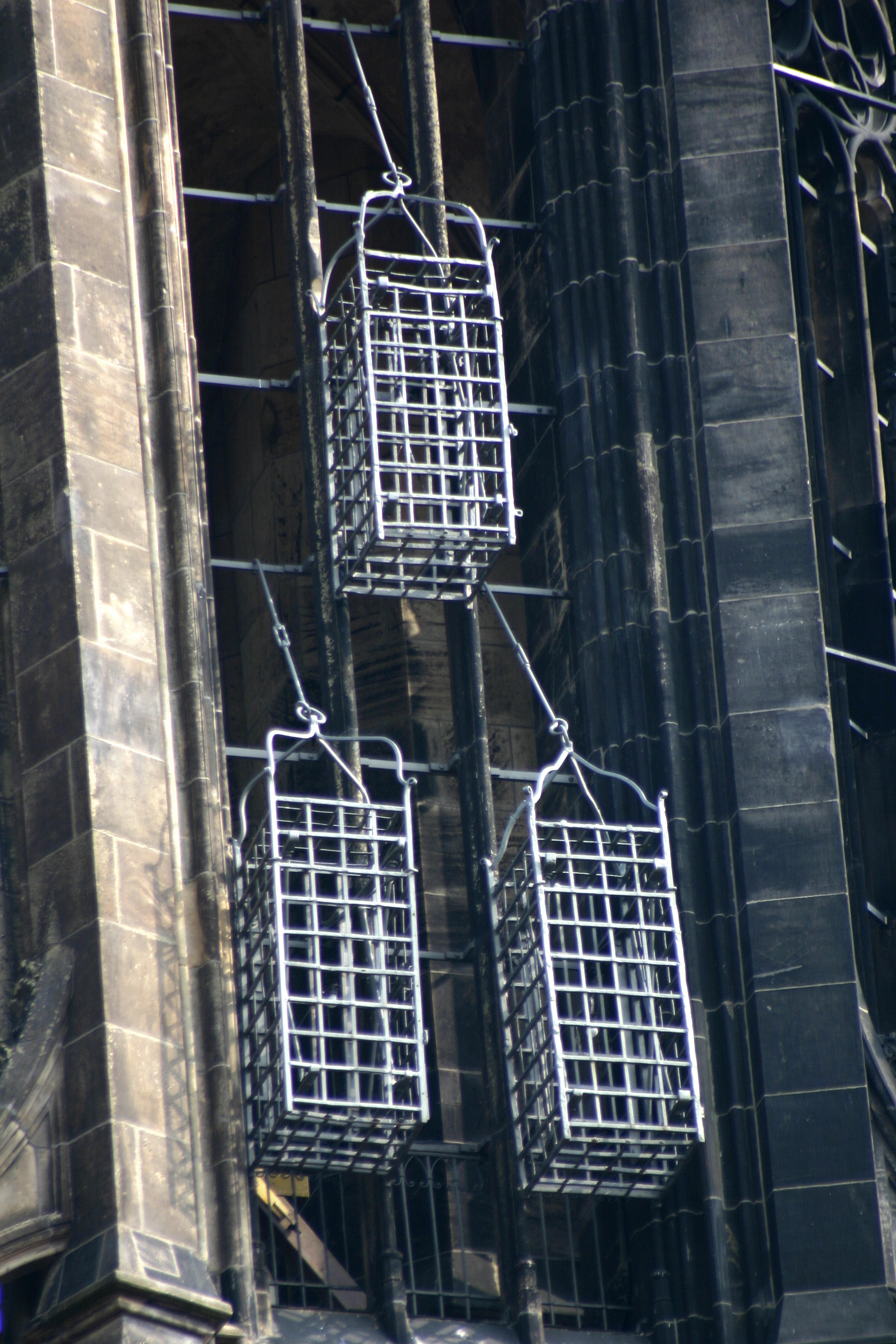
Klece na věži dómu sv. Lamberta v Münsteru, v nichž byla vystavena těla Jana z Leydenu a jeho spolupracovníků.